# Chordifex
Chordifex es un género con 20 especies de plantas herbáceas perteneciente a la familia Restionaceae. Es originario del sudoeste de Australia.

## Especies deChordifex
- Chordifex abortivus (Nees) B.G.Briggs & L.A.S.Johnson, Telopea 8: 24 (1998).
- Chordifex amblycoleus (F.Muell.) B.G.Briggs & L.A.S.Johnson, Telopea 8: 24 (1998).
- Chordifex capillaceus B.G.Briggs & L.A.S.Johnson, Telopea 10: 689 (2004).
- Chordifex chaunocoleus (F.Muell.) B.G.Briggs & L.A.S.Johnson, Telopea 8: 24 (1998).
- Chordifex crispatus (R.Br.) B.G.Briggs & L.A.S.Johnson, Telopea 8: 24 (1998).
- Chordifex dimorphus (R.Br.) B.G.Briggs, Telopea 10: 685 (2004).
- Chordifex fastigiatus (R.Br.) B.G.Briggs, Telopea 10: 685 (2004).
- Chordifex gracilior (F.Muell. ex Benth.) B.G.Briggs & L.A.S.Johnson, Telopea 8: 25 (1998).
- Chordifex hookeri (D.I.Morris) B.G.Briggs, Telopea 10: 685 (2004).
- Chordifex isomorphus (K.W.Dixon & Meney) B.G.Briggs & L.A.S.Johnson, Telopea 8: 25 (1998).
- Chordifex jacksonii B.G.Briggs & L.A.S.Johnson, Telopea 10: 693 (2004).
- Chordifex laxus (R.Br.) B.G.Briggs & L.A.S.Johnson, Telopea 8: 25 (1998).
- Chordifex leucoblepharus (Gilg) B.G.Briggs & L.A.S.Johnson, Telopea 8: 25 (1998).
- Chordifex microcodon B.G.Briggs & L.A.S.Johnson, Telopea 10: 690 (2004).
- Chordifex monocephalus (R.Br.) B.G.Briggs, Telopea 10: 685 (2004).
- Chordifex ornatus (Steud.) B.G.Briggs & L.A.S.Johnson, Telopea 8: 25 (1998).
- Chordifex reseminans B.G.Briggs & L.A.S.Johnson, Telopea 10: 697 (2004).
- Chordifex sinuosus B.G.Briggs & L.A.S.Johnson, Telopea 10: 694 (2004).
- Chordifex sphacelatus (R.Br.) B.G.Briggs & L.A.S.Johnson, Telopea 8: 25 (1998).
- Chordifex stenandrus B.G.Briggs & L.A.S.Johnson, Telopea 7: 356 (1998).